# 蓋斯托夫貝克河

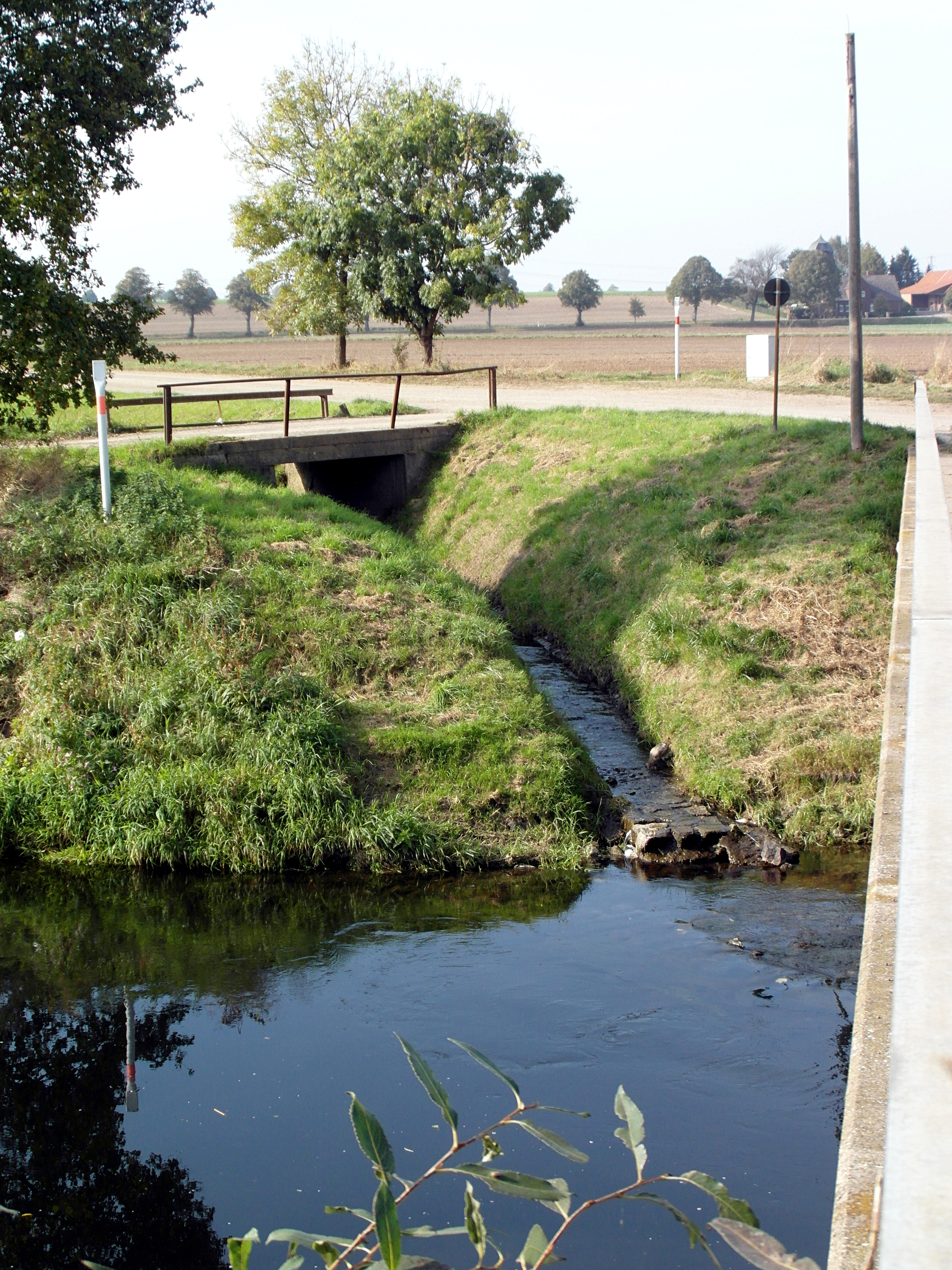

52°13′04″N 9°48′25″E / 52.217854°N 9.806901°E
蓋斯托夫貝克河（德語：Gestorfer Beeke），是德國的河流，位於該國西北部，由下薩克森州負責管轄，屬於萊訥河的支流，河道全長5公里，發源自施普林格。